# Roger Wilson
Roger Graham Wilson (Belfast, 21 settembre 1981) è un ex rugbista internazionale per l'Irlanda, che giocava nel ruolo di terza linea centro.

## Biografia
Ha avuto il suo primo caps internazionale in un test match il 12 giugno 2005 contro il Giappone, collezionando poi numerose presenze nella nazionale A.

È stato nominato Bank of Ireland Player of the Year per la stagione 2006-07.

Suo nonno, Harry McKibbin e due suoi zii, Harry Jnr e Alastair, hanno giocato per l'Irlanda.
Al termine della stagione di Premiership 2011-12 Wilson ha deciso di fare ritorno a Belfast e ha firmato un contratto triennale con l'Ulster, sua squadra di origine.

## Palmarès
- Celtic League: 1
Ulster: 2005-06
- Challenge Cup: 1
Northampton: 2008-09
- Coppe Anglo-Gallesi: 1
Northampton: 2009-10